# Conus quiquandoni
Espèce
Conus quiquandoni est une espèce de mollusques gastéropodes marins de la famille des Conidae.
Comme toutes les espèces du genre Conus, ces escargots sont prédateurs et venimeux. Ils sont capables de « piquer » les humains et doivent donc être manipulés avec précaution, voire pas du tout.

## Description
La taille de la coquille atteint 68 mm.

## Distribution
Cette espèce marine est présente au large de l'île de Balut, aux Philippines.

## Taxonomie

### Publication originale
L'espèce Conus quiquandoni a été décrite pour la première fois en 2008 par les malacologistes Felix Lorenz (d) et Jean-Pierre Barbier dans « Malacologia Mostra Mondiale »,.

### Synonymes
- Asprella quiquandoni (Lorenz & Barbier, 2008) · non accepté
- Conus (Phasmoconus) quiquandoni Lorenz & Barbier, 2008 · appellation alternative
- Graphiconus quiquandoni (Lorenz & Barbier, 2008) · non accepté